# ライン・ネッカー・アレーナ
ライン＝ネッカー＝アレーナ（Rhein-Neckar-Arena）は、ドイツ、バーデン＝ヴュルテンベルク州ジンスハイムにあるサッカースタジアム。

## 概要
2009年1月に完成。ドイツ・ブンデスリーガに2008-09シーズンから昇格したTSG 1899 ホッフェンハイムが本拠地として使用している。
2011年にヴィルソルがスタジアムの命名権を獲得し、ヴィルソル・ライン＝ネッカー＝アレーナとなった。

## 2011 FIFA女子ワールドカップ
FIFA女子ワールドカップドイツ大会では、4試合が行われた。FIFAの規定により、W杯期間中はライン＝ネッカー＝アレーナと呼ばれた。
| 日付    | キックオフ (CEST) | チーム1          | 結果 | チーム2    | ラウンド   | 観客数          |
| ------- | ----------------- | ---------------- | ---- | ---------- | ---------- | --------------- |
| 6月26日 | 15:00             | ナイジェリア     | 0–1  | フランス   | グループ A | 25,475 開幕試合 |
| 7月5日  | 18:15             | ニュージーランド | 2–2  | メキシコ   | グループ B | 20,451          |
| 7月2日  | 18:00             | アメリカ         | 3–0  | コロンビア | グループ C | 25,475          |
| 7月16日 | 17:30             | スウェーデン     | 2–1  | フランス   | 3位決定戦  | 25,475          |

## アクセス
- Sバーン　ジンスハイム美術館/アレーナ駅下車徒歩約15分
- Sバーン　ジンスハイム中央駅よりシャトルバス